# 扬·佩斯曼
扬·佩斯曼（荷蘭語：Jan Pesman，1931年5月4日—2014年1月23日），荷兰男子速度滑冰运动员。他曾代表荷兰参加1960年冬季奥林匹克运动会速度滑冰比赛，获得男子5000米铜牌。